# BAFTA (премия, 2001)
54-я церемония вручения наград премии BAFTA

25 февраля 2001
Лучший фильм: 

Гладиатор 

Gladiator
Лучший британский фильм: 

Билли Эллиот 

Billy Elliot
Лучший неанглоязычный фильм: 

Крадущийся тигр, затаившийся дракон 

臥虎藏龍
< 53-я Церемонии вручения 55-я >
54-я церемония вручения наград премии BAFTA, учреждённой Британской академией кино и телевизионных искусств, за заслуги в области кинематографа за 2000 год состоялась в Лондоне 25 февраля 2001 года.
Приз зрительских симпатий — Audience Award: Orange Film of the Year — получила картина режиссёра Ридли Скотта «Гладиатор». Помимо этого, фильм был заявлен ещё в тринадцати номинациях и стал лауреатом в четырёх из них, в том числе и как лучший фильм года.

## Полный список победителей и номинантов
| Победители выделены отдельным цветом. |

### Основные категории
| Категории                         | Победитель и номинанты                                                                             |
| --------------------------------- | -------------------------------------------------------------------------------------------------- |
| Лучший фильм                      | • «Гладиатор» — Дуглас Уик, Дэвид Францони, Бранко Лустиг                                          |
| Лучший фильм                      | • «Билли Эллиот» — Грен Бренман, Джон Финн                                                         |
| Лучший фильм                      | • «Крадущийся тигр, затаившийся дракон» — Сюй Лигун, Билл Кхон, Энг Ли                             |
| Лучший фильм                      | • «Почти знаменит» — Кэмерон Кроу, Йен Брайс                                                       |
| Лучший фильм                      | • «Эрин Брокович» — Дэнни Де Вито, Стейси Шер, Майкл Шемберг                                       |
| Лучший британский фильм           | • «Билли Эллиот» — Грен Бренман, Джон Финн, Стивен Долдри                                          |
| Лучший британский фильм           | • «Дом радости» — Оливия Стюарт, Теренс Дэвис                                                      |
| Лучший британский фильм           | • «Побег из курятника» — Питер Лорд, Ник Парк, Дэвид Спрокстон                                     |
| Лучший британский фильм           | • «Последнее пристанище» — Рут Калеб, Павел Павликовский                                           |
| Лучший британский фильм           | • «Сексуальная тварь» — Джереми Томас, Джонатан Глэйзер                                            |
| Лучший неанглоязычный фильм       | • «Крадущийся тигр, затаившийся дракон» (режиссёр — Энг Ли; страна — Тайвань, Гонконг, США, Китай) |
| Лучший неанглоязычный фильм       | • «Гарри — друг, который желает вам добра» (режиссёр — Доминик Молл; страна — Франция)             |
| Лучший неанглоязычный фильм       | • «Девушка на мосту» (режиссёр — Патрис Леконт; страна — Франция)                                  |
| Лучший неанглоязычный фильм       | • «Любовное настроение» (режиссёр — Вонг Карвай; страна — Гонконг)                                 |
| Лучший неанглоязычный фильм       | • «Малена» (режиссёр — Джузеппе Торнаторе; страна — Италия)                                        |
| Лучшая режиссёрская работа        | • Энг Ли — «Крадущийся тигр, затаившийся дракон»                                                   |
| Лучшая режиссёрская работа        | • Стивен Долдри — «Билли Эллиот»                                                                   |
| Лучшая режиссёрская работа        | • Ридли Скотт — «Гладиатор»                                                                        |
| Лучшая режиссёрская работа        | • Стивен Содерберг — «Траффик»                                                                     |
| Лучшая режиссёрская работа        | • Стивен Содерберг — «Эрин Брокович»                                                               |
| Лучшая мужская роль               | • Джейми Белл — «Билли Эллиот»                                                                     |
| Лучшая мужская роль               | • Майкл Дуглас — «Вундеркинды»                                                                     |
| Лучшая мужская роль               | • Рассел Кроу — «Гладиатор»                                                                        |
| Лучшая мужская роль               | • Джеффри Раш — «Перо маркиза де Сада»                                                             |
| Лучшая мужская роль               | • Том Хэнкс — «Изгой»                                                                              |
| Лучшая женская роль               | • Джулия Робертс — «Эрин Брокович»                                                                 |
| Лучшая женская роль               | • Жюльет Бинош — «Шоколад»                                                                         |
| Лучшая женская роль               | • Мишель Йео — «Крадущийся тигр, затаившийся дракон»                                               |
| Лучшая женская роль               | • Хилари Суонк — «Парни не плачут»                                                                 |
| Лучшая женская роль               | • Кейт Хадсон — «Почти знаменит»                                                                   |
| Лучшая мужская роль второго плана | • Бенисио дель Торо — «Траффик»                                                                    |
| Лучшая мужская роль второго плана | • Гэри Льюис — «Билли Эллиот»                                                                      |
| Лучшая мужская роль второго плана | • Оливер Рид — «Гладиатор»                                                                         |
| Лучшая мужская роль второго плана | • Хоакин Феникс — «Гладиатор»                                                                      |
| Лучшая мужская роль второго плана | • Альберт Финни — «Эрин Брокович»                                                                  |
| Лучшая женская роль второго плана | • Джули Уолтерс — «Билли Эллиот»                                                                   |
| Лучшая женская роль второго плана | • Джуди Денч — «Шоколад»                                                                           |
| Лучшая женская роль второго плана | • Лена Олин — «Шоколад»                                                                            |
| Лучшая женская роль второго плана | • Фрэнсис Макдорманд — «Почти знаменит»                                                            |
| Лучшая женская роль второго плана | • Чжан Цзыи — «Крадущийся тигр, затаившийся дракон»                                                |
| Лучший адаптированный сценарий    | • «Траффик» — Стивен Гаан                                                                          |
| Лучший адаптированный сценарий    | • «Шоколад» — Роберт Нелсон Джейкобс                                                               |
| Лучший адаптированный сценарий    | • «Вундеркинды» — Стив Кловис                                                                      |
| Лучший адаптированный сценарий    | • «Фанатик» — Джон Кьюсак, Д. В. ДеВинсентис, Стив Пинк, Скотт Розенберг                           |
| Лучший адаптированный сценарий    | • «Крадущийся тигр, затаившийся дракон» — Цай Гожун, Ван Хуилин, Джеймс Шэмус, Ван Дулу            |
| Лучший оригинальный сценарий      | • «Почти знаменит» — Кэмерон Кроу                                                                  |
| Лучший оригинальный сценарий      | • «Билли Эллиот» — Ли Холл                                                                         |
| Лучший оригинальный сценарий      | • «Эрин Брокович» — Сюзанна Грант                                                                  |
| Лучший оригинальный сценарий      | • «О, где же ты, брат?» — Джоэл Коэн, Итан Коэн                                                    |
| Лучший оригинальный сценарий      | • «Гладиатор» — Дэвид Францони, Джон Логан, Уильям Николсон                                        |

### Другие категории
| Категории                                                                                | Победитель и номинанты |
| ---------------------------------------------------------------------------------------- | --- |
| Лучшая музыка к фильму                                                                   | • «Крадущийся тигр, затаившийся дракон» — Тань Дунь                                                                           |
| Лучшая музыка к фильму                                                                   | • «Почти знаменит» — Нэнси Уилсон                                                                                             |
| Лучшая музыка к фильму                                                                   | • «Билли Эллиот» — Стивен Уорбек                                                                                              |
| Лучшая музыка к фильму                                                                   | • «Гладиатор» — Лиза Джеррард, Ханс Циммер                                                                                    |
| Лучшая музыка к фильму                                                                   | • «О, где же ты, брат?» — Ти-Боун Бёрнетт, Картер Бёруэлл                                                                     |
| Лучшая операторская работа                                                               | • «Гладиатор» — Джон Мэтисон                                                                                                  |
| Лучшая операторская работа                                                               | • «Шоколад» — Роджер Пратт |
| Лучшая операторская работа                                                               | • «Билли Эллиот» — Брайан Тьюфано                                                                                             |
| Лучшая операторская работа                                                               | • «О, где же ты, брат?» — Роджер Дикинс                                                                                       |
| Лучшая операторская работа                                                               | • «Крадущийся тигр, затаившийся дракон» — Питер Пау                                                                           |
| Лучшие визуальные эффекты                                                                | • «Идеальный шторм» — Стефен Фангмейер, Джон Фрейзер, Уолт Конти, Хабиб Заргарпур, Тим Александер                             |
| Лучшие визуальные эффекты                                                                | • «Вертикальный предел» — Кент Хьюстон, Тришия Эшфорд, Нил Корбоулд, Джон Пол Докерти, Дион Хэтч                              |
| Лучшие визуальные эффекты                                                                | • «Гладиатор» — Джон Нельсон, Тим Бёрк, Роберт Харви, Нил Корбоулд                                                            |
| Лучшие визуальные эффекты                                                                | • «Крадущийся тигр, затаившийся дракон» — Роб Ходжсон, Лео Ло, Квок-Шинг Ло, Джонатан Ф. Стрилунд, Бесси Чеук, Трэвис Бауманн |
| Лучшие визуальные эффекты                                                                | • «Побег из курятника» — Пэдди Исон, Марк Нелмес, Дэйв Алекс Риддетт                                                          |
| Лучший грим                                                                              | • «Гринч — похититель Рождества» — Рик Бэйкер, Гейл Райан и другие…                                                           |
| Лучший грим                                                                              | • «Гладиатор» — Пол Энгелен, Грэм Джонстон                                                                                    |
| Лучший грим                                                                              | • «Крадущийся тигр, затаившийся дракон» — Ман Юн Линг, Чау Сиу Муи                                                            |
| Лучший грим                                                                              | • «Перо маркиза де Сада» — Питер Кинг, Нуала Конуэй                                                                           |
| Лучший грим                                                                              | • «Шоколад» — Наоми Донн |
| Лучший дизайн костюмов                                                                   | • «Крадущийся тигр, затаившийся дракон» — Тимми Йип                                                                           |
| Лучший дизайн костюмов                                                                   | • «Шоколад» — Рени Эрлих Калфус                                                                                               |
| Лучший дизайн костюмов                                                                   | • «Гладиатор» — Дженти Йетс                                                                                                   |
| Лучший дизайн костюмов                                                                   | • «О, где же ты, брат?» — Моника Хоу                                                                                          |
| Лучший дизайн костюмов                                                                   | • «Перо маркиза де Сада» — Жаклин Уэст                                                                                        |
| Лучшая работа художника-постановщика                                                     | • «Гладиатор» — Артур Макс |
| Лучшая работа художника-постановщика                                                     | • «Крадущийся тигр, затаившийся дракон» — Тимми Йип                                                                           |
| Лучшая работа художника-постановщика                                                     | • «О, где же ты, брат?» — Деннис Гасснер                                                                                      |
| Лучшая работа художника-постановщика                                                     | • «Перо маркиза де Сада» — Мартин Чайлдс                                                                                      |
| Лучшая работа художника-постановщика                                                     | • «Шоколад» — Дэвид Гропман                                                                                                   |
| Лучший монтаж                                                                            | • «Гладиатор» — Пьетро Скалиа                                                                                                 |
| Лучший монтаж                                                                            | • «Билли Эллиот» — Джон Уилсон                                                                                                |
| Лучший монтаж                                                                            | • «Крадущийся тигр, затаившийся дракон» — Тим Сквайрс                                                                         |
| Лучший монтаж                                                                            | • «Траффик» — Стивен Миррион                                                                                                  |
| Лучший монтаж                                                                            | • «Эрин Брокович» — Энн В. Коутс                                                                                              |
| Лучший звук                                                                              | • «Почти знаменит» — Джефф Уэкслер, Рик Клайн и другие…                                                                       |
| Лучший звук                                                                              | • «Билли Эллиот» — Марк Холдинг, Майк Прествуд Смит и другие…                                                                 |
| Лучший звук                                                                              | • «Гладиатор» — Кен Уэстон, Скотт Миллан и другие…                                                                            |
| Лучший звук                                                                              | • «Идеальный шторм» — Кит Уэстер, Грегг Рудлофф и другие…                                                                     |
| Лучший звук                                                                              | • «Крадущийся тигр, затаившийся дракон» — Эндрю Пол Кунин, Райлли Стил и другие…                                              |
| Лучший анимационный короткометражный фильм                                               | • Father And Daughter — Клэр Дженнингс, Виллем Тийссен, Майкл Дудок де Вит                                                    |
| Лучший анимационный короткометражный фильм                                               | • Cloud Cover — Лизбет Сверлинг                                                                                               |
| Лучший анимационный короткометражный фильм                                               | • Lounge Act — Теун Хайлт, Гарет Лав                                                                                          |
| Лучший анимационный короткометражный фильм                                               | • Six Of One — Фил Дэвис, Тим Уэбб                                                                                            |
| Лучший короткометражный фильм                                                            | • Shadowscan — Гэри Холдинг, Джастин Лихи, Тиндж Кришнан                                                                      |
| Лучший короткометражный фильм                                                            | • Going Down — Соледад Гатти-Паскуаль, Том Шенкленд, Джейн Харрис                                                             |
| Лучший короткометражный фильм                                                            | • Je T’aime John Wayne — Люк Моррис, Тоби Макдоналд, Люк Понт                                                                 |
| Лучший короткометражный фильм                                                            | • The Last Post — Ли Сантана, Доминик Сантана                                                                                 |
| Лучший короткометражный фильм                                                            | • Sweet — Роб Мерсер, Джеймс Пилкингтон                                                                                       |
| Премия им. Карла Формана за лучший дебют британского сценариста, режиссёра или продюсера | • Павел Павликовский — «Последнее пристанище» (режиссёр, сценарист)                                                           |
| Премия им. Карла Формана за лучший дебют британского сценариста, режиссёра или продюсера | • Стивен Долдри — «Билли Эллиот» (режиссёр)                                                                                   |
| Премия им. Карла Формана за лучший дебют британского сценариста, режиссёра или продюсера | • Ли Холл — «Билли Эллиот» (сценарист)                                                                                        |
| Премия им. Карла Формана за лучший дебют британского сценариста, режиссёра или продюсера | • Марк Крауди — «Спасите Грейс» (продюсер, сценарист)                                                                         |
| Премия им. Карла Формана за лучший дебют британского сценариста, режиссёра или продюсера | • Саймон Селлан Джоунс — «Голоса» (режиссёр)                                                                                  |
| Michael Balcon Award за вклад в развитие британского кинематографа                       | • Мэри Селуэй — специалист по подбору актёров                                                                                 |
| BAFTA Academy Fellowship Award                                                           | • Альберт Финни — актёр |
| BAFTA Academy Fellowship Award                                                           | • Джон Тоу — актёр |
| BAFTA Academy Fellowship Award                                                           | • Джуди Денч — актриса |